# Hoquei sobre herba als Jocs Olímpics d'estiu de 2020
L'hoquei sobre herba és un dels esports que es disputaran als Jocs Olímpics d'Estiu de 2020, realitzats a la ciutat de Tòquio, Japó. Es disputaran dues proves d'hoquei sobre herba, una en categoria masculina i una altra en categoria femenina. Les proves es realitzaran entre el 24 de juliol i el 6 d'agost de 2021 a l'Estadi d'Hoquei d'Oi. Programats inicialment pel 2020, els Jocs es van ajornar per la pandèmia de COVID-19 fins al 2021.

## Calendari
| G | Fase de grups | ¼ | Quarts de final | ½ | Semifinals | B | 3r lloc | F | Final |

| Prova↓/Data →       | Ds 24 | Dg 25 | Dl 26 | Dm 27 | Dc 28 | Dj 29 | Dv 30 | Ds 31 | Dg 1 | Dl 2 | Dm 3 | Dc 4 | Dj 5 | Dj 5 | Dv 6 | Dv 6 |
| ------------------- | ----- | ----- | ----- | ----- | ----- | ----- | ----- | ----- | ---- | ---- | ---- | ---- | ---- | ---- | ---- | ---- |
| Categoria masculina | G     | G     | G     | G     | G     | G     | G     |       | ¼    |      | ½    |      | B    | F    |      |      |
| Categoria femenina  | G     | G     | G     |       | G     | G     | G     | G     |      | ¼    |      | ½    |      |      | B    | F    |

## Equips participants

### Equips masculins
| Competició                                        | Dates                        | Seu(s)       | Places | Classificat(s)                                                                  |
| ------------------------------------------------- | ---------------------------- | ------------ | ------ | ------------------------------------------------------------------------------- |
| Amfitrió                                          | N/D                          | N/D          | 1      | Japó                                                                            |
| Jocs Asiàtics de 2018                             | 19 agost – 1 setembre 2018   | Jakarta      | –      | –A                                                                              |
| Jocs Panamericans de 2019                         | 30 juliol – 10 agost 2019    | Lima         | 1      | Argentina                                                                       |
| Campionat africà de classificació                 | 12 – 18 agost 2019           | Stellenbosch | 1      | Sud-àfrica                                                                      |
| Campionat d'Europa de 2019                        | 16 – 24 agost 2019           | Anvers       | 1      | Bèlgica                                                                         |
| Copa Oceania 2019                                 | 5 – 8 setembre 2019          | Rockhampton  | 1      | Austràlia                                                                       |
| Torneigs de classificació olímpica de la FIH 2019 | 25 octubre – 3 novembre 2019 | Diverses     | 7      | Canadà · Alemanya · Regne Unit · Índia · Països Baixos · Nova Zelanda · Espanya |
| Total                                             | Total                        | Total        | 12     |                                                                                 |

^A  – El Japó es va classificar tant com a amfitrió com a campió continental. Aquesta plaça fou afegida a les eliminatòries olímpiques organitzades per la FIH en lloc de ser ocupat pel subcampió del torneig.

### Equips femenins
| Competició                                        | Dates                        | Seu(s)       | Places | Classificat(s)                                                                  |
| ------------------------------------------------- | ---------------------------- | ------------ | ------ | ------------------------------------------------------------------------------- |
| Amfitrió                                          | N/D                          | N/D          | 1      | Japó                                                                            |
| Jocs Asiàtics de 2018                             | 19 agost – 1 setembre 2018   | –            | –1     |                                                                                 |
| Jocs Panamericans de 2019                         | 9 juliol – 9 agost 2019      | Lima         | 1      | Argentina                                                                       |
| Campionat africà de classificació                 | 12 – 18 agost 2019           | Stellenbosch | 1      | Sud-àfrica                                                                      |
| Campionat d'Europa de 2019                        | 17 – 25 agost 2019           | Anvers       | 1      | Països Baixos                                                                   |
| Copa Oceania 2019                                 | 5 – 8 setembre 2019          | Rockhampton  | 1      | Nova Zelanda                                                                    |
| Torneigs de classificació olímpica de la FIH 2019 | 25 octubre – 3 novembre 2019 | Diverses     | 7      | Austràlia · R.P. de la Xina · Alemanya · Regne Unit · Índia · Irlanda · Espanya |
| Total                                             | Total                        | Total        | 12     |                                                                                 |

^1  – El Japó es va classificar tant com a amfitrió com a campió continental. Aquesta plaça fou afegida a les eliminatòries olímpiques organitzades per la FIH en lloc de ser ocupat pel subcampió del torneig.

## Competició masculina

### Fase de Grups

#### Grup A
| Pos | Equip        | PJ | PG | PE | PP | GF | GC | DG  | Pts | Classificació   |
| --- | ------------ | -- | -- | -- | -- | -- | -- | --- | --- | --------------- |
| 1   | Austràlia    | 5  | 4  | 1  | 0  | 22 | 9  | +13 | 13  | Quarts de Final |
| 2   | Índia        | 5  | 4  | 0  | 1  | 15 | 13 | +2  | 12  | Quarts de Final |
| 3   | Argentina    | 5  | 2  | 1  | 2  | 10 | 11 | −1  | 7   | Quarts de Final |
| 4   | Espanya      | 5  | 1  | 2  | 2  | 9  | 10 | −1  | 5   | Quarts de Final |
| 5   | Nova Zelanda | 5  | 1  | 1  | 3  | 11 | 16 | −5  | 4   |                 |
| 6   | Japó (H)     | 5  | 0  | 1  | 4  | 10 | 18 | −8  | 1   |                 |

#### Grup B
| Pos | Equip         | PJ | PG | PE | PP | GF | GC | DG  | Pts | Classificació   |
| --- | ------------- | -- | -- | -- | -- | -- | -- | --- | --- | --------------- |
| 1   | Bèlgica       | 5  | 4  | 1  | 0  | 26 | 9  | +17 | 13  | Quarts de Final |
| 2   | Alemanya      | 5  | 3  | 0  | 2  | 19 | 10 | +9  | 9   | Quarts de Final |
| 3   | Regne Unit    | 5  | 2  | 2  | 1  | 11 | 11 | 0   | 8   | Quarts de Final |
| 4   | Països Baixos | 5  | 2  | 1  | 2  | 13 | 13 | 0   | 7   | Quarts de Final |
| 5   | Sud-àfrica    | 5  | 1  | 1  | 3  | 16 | 24 | −8  | 4   |                 |
| 6   | Canadà        | 5  | 0  | 1  | 4  | 9  | 27 | −18 | 1   |                 |

### Eliminatòries
|  | Quarts de final    | Quarts de final  |           |       | Semifinals                      | Semifinals                      |  |  | Partit per la medalla d'or | Partit per la medalla d'or |
|  |                    |                  |           |       |                                 |                                 |  |  |                            |                            |
|  | 1 agost            |                  |           |       |                                 |                                 |  |  |                            |                            |
|  |                    |                  |           |       |                                 |                                 |  |  |                            |                            |
|  | Austràlia (p.s.o.) | 2 (3)            |           |       |                                 |                                 |  |  |                            |                            |
|  | Austràlia (p.s.o.) | 2 (3)            | 3 agost   |       |                                 |                                 |  |  |                            |                            |
|  | Països Baixos      | 2 (0)            |           |       |                                 |                                 |  |  |                            |                            |
|  | Països Baixos      | 2 (0)            | Austràlia | 3     |                                 |                                 |  |  |                            |                            |
|  | 1 agost            |                  | Austràlia | 3     |                                 |                                 |  |  |                            |                            |
|  |                    | Alemanya         | 1         |       |                                 |                                 |  |  |                            |                            |
|  | Alemanya           | Alemanya         | 1         | 3     |                                 |                                 |  |  |                            |                            |
|  | Alemanya           |                  | 5 agost   | 3     |                                 |                                 |  |  |                            |                            |
|  | Argentina          | 1                |           |       |                                 |                                 |  |  |                            |                            |
|  | Argentina          | 1                | Austràlia | 1 (2) |                                 |                                 |  |  |                            |                            |
|  | 1 agost            |                  | Austràlia | 1 (2) |                                 |                                 |  |  |                            |                            |
|  |                    | Bèlgica (p.s.o.) | 1 (3)     |       |                                 |                                 |  |  |                            |                            |
|  | Índia              | Bèlgica (p.s.o.) | 1 (3)     | 3     |                                 |                                 |  |  |                            |                            |
|  | Índia              | 3 agost          |           | 3     |                                 |                                 |  |  |                            |                            |
|  | Regne Unit         | 1                |           |       |                                 |                                 |  |  |                            |                            |
|  | Regne Unit         | 1                | Índia     | 2     |                                 |                                 |  |  |                            |                            |
|  | 1 agost            |                  | Índia     | 2     |                                 |                                 |  |  |                            |                            |
|  |                    | Bèlgica          | 5         |       | Partit per la medalla de bronze | Partit per la medalla de bronze |  |  |                            |                            |
|  | Bèlgica            | Bèlgica          | 5         | 3     | Partit per la medalla de bronze | Partit per la medalla de bronze |  |  |                            |                            |
|  | Bèlgica            |                  | 5 agost   | 3     |                                 |                                 |  |  |                            |                            |
|  | Espanya            | 1                |           |       |                                 |                                 |  |  |                            |                            |
|  | Espanya            | 1                | Alemanya  | 4     |                                 |                                 |  |  |                            |                            |
|  |                    |                  |           |       |                                 |                                 |  |  |                            |                            |
|  | Índia              | 5                |           |       |                                 |                                 |  |  |                            |                            |
|  | Índia              | 5                |           |       |                                 |                                 |  |  |                            |                            |

## Competició femenina

### Fase de Grups

#### Grup A
| Pos | Equip         | PJ | PG | PE | PP | GF | GC | DG  | Pts | Classificació   |
| --- | ------------- | -- | -- | -- | -- | -- | -- | --- | --- | --------------- |
| 1   | Països Baixos | 5  | 5  | 0  | 0  | 18 | 2  | +16 | 15  | Quarts de Final |
| 2   | Alemanya      | 5  | 4  | 0  | 1  | 13 | 7  | +6  | 12  | Quarts de Final |
| 3   | Regne Unit    | 5  | 3  | 0  | 2  | 11 | 5  | +6  | 9   | Quarts de Final |
| 4   | Índia         | 5  | 2  | 0  | 3  | 7  | 14 | −7  | 6   | Quarts de Final |
| 5   | Irlanda       | 5  | 1  | 0  | 4  | 4  | 11 | −7  | 3   |                 |
| 6   | Sud-àfrica    | 5  | 0  | 0  | 5  | 5  | 19 | −14 | 0   |                 |

#### Grup B
| Pos | Equip           | PJ | PG | PE | PP | GF | GC | DG  | Pts | Classificació   |
| --- | --------------- | -- | -- | -- | -- | -- | -- | --- | --- | --------------- |
| 1   | Austràlia       | 5  | 5  | 0  | 0  | 13 | 1  | +12 | 15  | Quarts de Final |
| 2   | Espanya         | 5  | 3  | 0  | 2  | 9  | 8  | +1  | 9   | Quarts de Final |
| 3   | Argentina       | 5  | 3  | 0  | 2  | 8  | 8  | 0   | 9   | Quarts de Final |
| 4   | Nova Zelanda    | 5  | 2  | 0  | 3  | 8  | 7  | +1  | 6   | Quarts de Final |
| 5   | R.P. de la Xina | 5  | 2  | 0  | 3  | 9  | 16 | −7  | 6   |                 |
| 6   | Japó (H)        | 5  | 0  | 0  | 5  | 6  | 13 | −7  | 0   |                 |

### Fase final
|  | Quarts de final     | Quarts de final |               |       | Semifinals                      | Semifinals                      |  |  | Partit per la medalla d'or | Partit per la medalla d'or |
|  |                     |                 |               |       |                                 |                                 |  |  |                            |                            |
|  | 2 agost             |                 |               |       |                                 |                                 |  |  |                            |                            |
|  |                     |                 |               |       |                                 |                                 |  |  |                            |                            |
|  | Països Baixos       | 3               |               |       |                                 |                                 |  |  |                            |                            |
|  | Països Baixos       | 3               | 4 agost       |       |                                 |                                 |  |  |                            |                            |
|  | Nova Zelanda        | 0               |               |       |                                 |                                 |  |  |                            |                            |
|  | Nova Zelanda        | 0               | Països Baixos | 5     |                                 |                                 |  |  |                            |                            |
|  | 2 agost             |                 | Països Baixos | 5     |                                 |                                 |  |  |                            |                            |
|  |                     | Regne Unit      | 1             |       |                                 |                                 |  |  |                            |                            |
|  | Espanya             | Regne Unit      | 1             | 2 (0) |                                 |                                 |  |  |                            |                            |
|  | Espanya             |                 | 6 agost       | 2 (0) |                                 |                                 |  |  |                            |                            |
|  | Regne Unit (p.s.o.) | 2 (2)           |               |       |                                 |                                 |  |  |                            |                            |
|  | Regne Unit (p.s.o.) | 2 (2)           | Països Baixos | 3     |                                 |                                 |  |  |                            |                            |
|  | 2 agost             |                 | Països Baixos | 3     |                                 |                                 |  |  |                            |                            |
|  |                     | Argentina       | 1             |       |                                 |                                 |  |  |                            |                            |
|  | Alemanya            | Argentina       | 1             | 0     |                                 |                                 |  |  |                            |                            |
|  | Alemanya            | 4 agost         |               | 0     |                                 |                                 |  |  |                            |                            |
|  | Argentina           | 3               |               |       |                                 |                                 |  |  |                            |                            |
|  | Argentina           | 3               | Argentina     | 2     |                                 |                                 |  |  |                            |                            |
|  | 2 agost             |                 | Argentina     | 2     |                                 |                                 |  |  |                            |                            |
|  |                     | Índia           | 1             |       | Partit per la medalla de bronze | Partit per la medalla de bronze |  |  |                            |                            |
|  | Austràlia           | Índia           | 1             | 0     | Partit per la medalla de bronze | Partit per la medalla de bronze |  |  |                            |                            |
|  | Austràlia           |                 | 6 agost       | 0     |                                 |                                 |  |  |                            |                            |
|  | Índia               | 1               |               |       |                                 |                                 |  |  |                            |                            |
|  | Índia               | 1               | Regne Unit    | 4     |                                 |                                 |  |  |                            |                            |
|  |                     |                 |               |       |                                 |                                 |  |  |                            |                            |
|  | Índia               | 3               |               |       |                                 |                                 |  |  |                            |                            |
|  | Índia               | 3               |               |       |                                 |                                 |  |  |                            |                            |

## Medallistes
| Event          | Or | Plata | Bronze |
| Maculí detalls | BèlgicaGauthier Boccard · Tom Boon · Thomas Briels · Cédric Charlier · Félix Denayer · Nicolas De Kerpel · Arthur De Sloover · Sébastien Dockier · John-John Dohmen · Simon Gougnard · Alexander Hendrickx · Antoine Kina · Loïck Luypaert · Augustin Meurmans · Victor Wegnez · Vincent Vanasch · Florent Van Aubel · Arthur Van Doren | AustràliaDaniel Beale · Joshua Beltz · Tim Brand · Andrew Charter · Tom Craig · Matt Dawson · Blake Govers · Jeremy Hayward · Tim Howard · Dylan Martin · Trent Mitton · Eddie Ockenden · Flynn Ogilvie · Lachlan Sharp · Joshua Simmonds · Jacob Whetton · Tom Wickham · Aran Zalewski                                                                              | ÍndiaSurender Kumar · Varun Kumar · Birendra Lakra · Vivek Prasad · Dilpreet Singh · Gurjant Singh · Harmanpreet Singh · Hardik Singh · Mandeep Singh · Manpreet Singh · Rupinder Pal Singh · Shamsher Singh · Simranjeet Singh · Nilakanta Sharma · P. R. Sreejesh · Sumit · Lalit Upadhyay · Amit Rohidas |
| Femení detalls | Països BaixosFelice Albers · Eva de Goede · Xan de Waard · Marloes Keetels · Josine Koning · Sanne Koolen · Laurien Leurink · Frédérique Matla · Laura Nunnink · Malou Pheninckx · Pien Sanders · Lauren Stam · Margot van Geffen · Caia van Maasakker · Maria Verschoor · Lidewij Welten                                               | ArgentinaAgustina Albertario · Agostina Alonso · Noel Barrionuevo · Valentina Costa Biondi · Emilia Forcherio · Agustina Gorzelany · María José Granatto · Victoria Granatto · Julieta Jankunas · Sofía Maccari · Delfina Merino · Valentina Raposo · Rocío Sánchez Moccia · Micaela Retegui · Victoria Sauze · Belén Succi · Sofía Toccalino · Eugenia Trinchinetti | Regne UnitGiselle Ansley · Grace Balsdon · Fiona Crackles · Maddie Hinch · Sarah Jones · Hannah Martin · Shona McCallin · Lily Owsley · Hollie Pearne-Webb · Isabelle Petter · Ellie Rayer · Sarah Robertson · Anna Toman · Susannah Townsend · Laura Unsworth · Leah Wilkinson                             |

## Medaller
| Posició | País          | Or | Plata | Bronze | Total |
| 1       | Bèlgica       | 1  | 0     | 0      | 1     |
| 1       | Països Baixos | 1  | 0     | 0      | 1     |
| 3       | Argentina     | 0  | 1     | 0      | 1     |
| 3       | Austràlia     | 0  | 1     | 0      | 1     |
| 5       | Regne Unit    | 0  | 0     | 1      | 1     |
| 5       | Índia         | 0  | 0     | 1      | 1     |
| Total   | Total         | 2  | 2     | 2      | 6     |